# Anderson Paak
Brandon Paak Anderson, bedst kendt under sit kunstnernavn Anderson .Paak, (født 8. februar 1986 i Oxnard, Californien, USA) er en amerikansk sanger, rapper, sangskriver, trommeslager og producer. Anderson .Paak debuterede under kunstnernavnet BreezyLoveJoy med albummet O.B.E Vol. 1 i 2012 efterfulgt af albummene Venice i 2014, Malibu i 2016, Oxnard i 2018 og Ventura i 2019 under sit nuværende kunstnernavn, 'Anderson .Paak'.
Efter at have medvirket på Dr Dres Compton-album i 2015 annoncerede Dr Dre via twitter, at hans pladeselskab Aftermath havde indgået en pladekontrakt med Anderson .Paak
Det første album til at blive udgivet via Aftermath Entertainment blev lanceret 16. november 2018 under navnet Oxnard med prominente gæstemedvirkende som Kendrick Lamar, Q-Tip, Snoop Dogg og andre.
Året efter i 2019 udgav Anderson .Paak albummet Ventura med produktioner af bl.a. The Alchemist og Pharell Williams, mens Dr. Dre er nævnt som en af mixerne på albummet.

## Udgivelser med andre musikere
I 2015 udgav Anderson .Paak sammen med Knxwledge singlen "Suede", som året efter resulterede i udgivelsen af pladen Yes Lawd! under gruppenavnet NxWorries.

## Diskografi

### Singler og EP'er udgivet af Anderson .Paak
| Single/EP Titel | Udgivelsesdato  | Pladeselskab                            | Medvirkende artister |
| --------------- | --------------- | --------------------------------------- | -------------------- |
| Lockdown        | 19. juni 2020   | Aftermath Entertainment                 |                      |
| Come down       | 9. marts 2020   | Solid Gold Se7"ens                      | Snoop Dogg           |
| Jewelz          | 6. oktober 2020 | 12 Tone Music                           |                      |
| Cut em in       | 14. august 2020 | 12 Tone Music                           | Rick Ross            |
| King James      | 14. marts 2019  | Aftermath Entertainment                 |                      |
| Make it better  | 4. april 2019   | Aftermath Entertainment & 12 Tone Music | Smokey Robinson      |
| Tints           | 4. oktober 2018 | Aftermath Entertainment                 | Kendrick Lamar       |

### Studioalbums udgivet af Anderson .Paak
| Albumtitel                                                 | Udgivelsesdato    | Pladeselskab                      | Udgivelsesformat    |
| ---------------------------------------------------------- | ----------------- | --------------------------------- | ------------------- |
| O.B.E. Vol. 1 (som BreezyLoveJoy)                          | 26. juni 2012     | Jakarta Records                   | Vinyl & Digital     |
| Lovejoy (som BreezyLoveJoy)                                | 31. oktober 2012  | Selv udgivet                      | Digital             |
| Venice                                                     | 28. oktober 2014  | Steel Wool, OBE, Empire           | CD, Vinyl & Digital |
| Malibu                                                     | 15. januar 2016   | Steel Wool, OBE, Empire, Art Club | CD, Vinyl & Digital |
| Yes Lawd! (med Knwledge under gruppe psedonymet NxWorries) | 21. oktober 2016  | Stones Throw Records              | CD, Vinyl & Digital |
| Oxnard                                                     | 16. november 2018 | Aftermath Entertainment           | CD & Digital        |
| Ventura                                                    | 12. april 2019    | Aftermath Entertainment           | CD, Vinyl & Digital |

## Kollaborationer
| Artist         | Albumtitel                                            | Sangtitel           | Producer                                     | Udgivelsesår | Pladeselskab                            | Udgivelsesformat | Noter                                                             |
| -------------- | ----------------------------------------------------- | ------------------- | -------------------------------------------- | ------------ | --------------------------------------- | ---------------- | ----------------------------------------------------------------- |
| Anderson .Paak | Iron Fist (Original Soundtrack)                       | Come Down           | DJ Hi-Tek                                    | 2017         | Hollywood Records                       | Digital          | Sang tidligere udgivet på Anderson .Paak albummet Malibu          |
| SiR            | Her Too                                               | New LA              | Seige Monstracity, Cardiak & Jonah Christian | 2017         | Top Dawg Entertainment                  | Digital          |                                                                   |
| Moonbase       | It Dont Matter (single)                               | It Dont Matter      | Nick Luke aka Moonbase                       | 2017         | Trench Records & Island Records         | Digital          |                                                                   |
| TOKiMONSTA     | Young Art Sound (various artists)                     | Put It Down         | Mark Rosen & Judy Craig                      | 2017         | Young Art Records                       | Digital          | Udgivet første gang i 2015 på albummet Fovere af TOKiMONSTA       |
| Scarub         | Two Bellmen Three (Original Motion Picture Soundtrack | Where The Bottom Is |                                              | 2017         | Elite Frequency Group                   | Digital          | Udgivet første gang i 2014 på albummet Want For Nothing af Scarub |
| Rapsody        | Crown                                                 | OooWee              | Khrysis                                      | 2016         | Jamla Records & Culture Over Everything | Digital          |                                                                   |